# Хазорчашма (район Балхи)
Хазорчашма (тадж. Ҳазорчашма) — село в районе Джалолиддин Балхи Хатлонской области Республики Таджикистан. Входит в состав джамоата (сельской общины) им. Калинина района Джалолиддин Балхи.
Находится на расстоянии 17 км от райцентра (пгт. Балх), и 3 км до центра общины (с. Дехконобод).
Население — 2078 чел. (2017).